# Antocha (Antocha) madrasensis
Antocha (Antocha) madrasensis is een tweevleugelige uit de familie steltmuggen (Limoniidae). De soort komt voor in het Oriëntaals gebied.